# Powiat Yana
Powiat Yana (jap. 八名郡 Yana-gun) – dawny powiat w Japonii, w prefekturze Aichi.

## Historia[1]

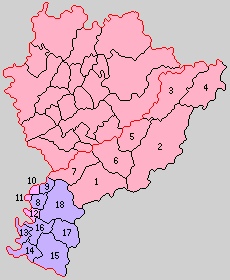
Powiat Yana (1–18 – 1889 r.)

W pierwszym roku okresu Meiji na terenie powiatu znajdowały się 74 wioski. Powiat został założony 20 grudnia 1878 roku. Wraz z utworzeniem nowego systemu administracyjnego 1 kwietnia 1889 roku powiat Haguri został podzielony na 18 wiosek.
- 20 października 1890 – z wioski Ōno wydzielone zostały wioski Myōgō, 名越村, Notose, Ishiro, Mutsudaira i Hosokawa. (24 wioski)
- 18 kwietnia 1892 – wioska Ōno zdobyła status miejscowości. (1 miejscowość, 23 wioski)
- 23 grudnia 1892 – wioska Mikome została podzielona na dwie mniejsze: Tame i Miwa. (1 miejscowość, 24 wioski)
- 1 lipca 1906 – miały miejsce następujące połączenia: (1 miejscowość, 11 wiosek)
  - wioski Takaoka, Myōgō, 名越村, Notose, Ishiro, Mutsudaira, Hosokawa → wioska Nanasato,
  - wioski Norimoto, Hiyoshi → wioska Funatsuke,
  - wioski Osabe, Tomioka → wioska Yana,
  - wioski Gejō, Ushikawa → wioska Shimokawa,
  - wioski Tame, Miwa, Tamagawa, Suse, Saigō → wioska Ishimaki.
- 1 sierpnia 1920 – w wyniku połączenia wiosek Toyotsu i Hashio powstała wioska Yamato. (1 miejscowość, 10 wiosek)
- 1 września 1932 – wioska Shimokawa i część wioski Ishimaki zostały włączone do miasta Toyohashi. (1 miejscowość, 9 wiosek)
- 1 kwietnia 1951 – w wyniku połączenia wiosek Kanazawa i Kamo powstała wioska Sōwa. (1 miejscowość, 8 wiosek)
- 1 kwietnia 1954 – wioska Yamato została włączona w teren wioski Ichinomiya z powiatu Hoi. (1 miejscowość, 7 wiosek)
- 1 marca 1955 – wioska Ishimaki została włączona do miasta Toyohashi. (1 miejscowość, 6 wiosek)
- 1 kwietnia 1955 – wioska Sōwa została podzielona: część została włączona do miasta Toyohashi, a reszta – do wioski Ichinomiya (z powiatu Hoi). (1 miejscowość, 5 wiosek)
- 12 kwietnia 1955 – wioska Mikami została włączona w teren miasta Toyokawa. (1 miejscowość, 4 wioski)
- 15 kwietnia 1955 – wioski Funatsuke i Yana zostały włączone do miejscowości Shinshiro (z powiatu Minamishitara). (1 miejscowość, 2 wioski)
- 1 kwietnia 1956 – miejscowość Ōno i wioska Nanasato  połączyły się z wioskami Nagashino i Hōraiji (z powiatu Minamishitara) tworząc miejscowość Hōrai. (1 wioska)
- 30 września 1956 – wioska Yamayoshida została włączona w teren miejscowości Hōrai. W wyniku tego połączenia powiat został rozwiązany.